# پارک باستان‌شناسی سان آگوستین
پارک باستان‌شناسی سان آگوستین (به اسپانیایی: Parque arqueológico de San Agustín) یک پارک باستان‌شناسی در کلمبیا است که در بخش اویلا واقع شده‌است.